# Família reial britànica

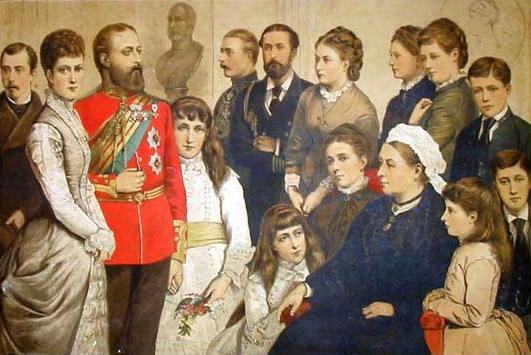
Membres de la Família Reial Britànica el 1880.

La família reial britànica  (Casa de Windsor) són els parents directes del monarca del Regne Unit i són coneguts per l'apel·lació  la família reial . Encara que no hi ha una definició legal estricta o formal de qui és o no membre de la família reial # p2-2, incloent les diferents llistes a diferents persones, aquells que porten el tractament de Sa Majestat o de Sa Altesa Reial són generalment considerats membres.
En termes generals es consideren membres de la família reial:
- El monarca (el Rei o la Reina);
- El consort del monarca (el seu espòs/a);
- Els consorts vidus dels anteriors monarques (Reina Mare);
- Els fills del monarca i els seus consorts, i consorts vidus dels fills del sobirà;
- Els nets del monarca i els seus consorts, i
- Abans de 1917, els besnets.

## Llista de membres
Aquesta és una llista actual dels membres de la família reial:
- SS. MM. el rei Carles III del Regne Unit i la reina Camil·la del Regne Unit
  - SS. AA. RR. el príncep Guillem, Príncep de Gal·les i Caterina, Princesa de Gal·les(fill gran del rei Carles III i la seva dona).
    -       -         - Jordi de Cambridge (Fill Gran)
        - Carlota de Cambridge (Filla Mitjana)
        - Lluís de Cambridge (Fill Petit)

      - S. A. R. el príncep Enric de Gal·les i Meghan Markle, Comtes de Sussex (fill petit del rei Carles III).
        - Archie Mountbatten-Windsor

    - S. A. R. la princesa Anna, princesa reial (filla de la reina Elisabet II) i Timothy Laurence (el seu segon marit).
      - Peter Phillips i Autumn Kelly (Fill gran de la princesa Anna amb el seu primer marit Mark Phillips)
        - Savannah Phillips (Filla Gran)
        - Isla Phillips (Filla Petita)

      - Zara Phillips i Michael Tindall (Filla petita de la princesa Anna amb el seu primer marit Mark Phillip)
        - Mia Grace Tindall (Filla Gran)
        - Lena Elizabeth Tindall (Filla Petita)
        - Lucas Tindall

    - S. A. R. el príncep Andreu, duc de York (segon fill de la reina Elisabet II).
      - S. A. R. la princesa Beatriu de York i Edoardo Mapelli Mozzi (Filla gran i el seu marit)
      - S. A. R. la princesa Eugènia de York i Jack Brooksbank (Filla petita i el seu marit)
        - August Philip Hawke Brooksbank

    - S. A. R. el príncep Eduard, comte de Wessex i Sofia de Wessex (tercer fill de la reina Elisabet II i la seva esposa).
      - Lady Lluïsa Windsor (filla del comte de Wessex).
      - Jaume, vescomte Severn (fill del comte de Wessex).
- SS. AA. RR. Ricard, Duc de Gloucester i la duquessa de Gloucester (cosí de la reina Elisabet II i la seva dona).
  - Alexander Windsor, comte d'Ulster i Claire Booth (Fill gran i la seva dona)
    - Xan Windsor
    - Lady Cosima Windsor

  - Davina Lewis i Gary Lewis (Filla mitjana i el seu marit)
    - Senna Kowhai
    - Tane Mahuta

  - Rose Gilman i George Gilman (Filla petita i el seu marit)
    - Lyla Beatrix Christabel Gilman
    - Rufus Frederick Montagu
- SS. AA. RR. Eduard, duc de Kent i la duquessa de Kent (cosí de la reina Elisabet II i la seva esposa).
  - George Windsor, Earl of St Andrews i Sylvana Tomaselli (Primer fill i la seva esposa)
    - Edward Windsor
    - Marina Charlotte Windsor
    - Amelia Windsor

  - Helen Windsor i Timothy Taylor (Segona filla i el seu marit)
    - Columbus George Donald Taylor
    - Cassius Edward Taylor 
    - Eloise Olivia Katherine Taylor
    - Estella Olga Elizabeth Taylor

  - Nicholas Windsor i Paola Doimi de Lupis (Tercer Fill i la seva esposa)
    - Albert Louis Philip Edward Windsor
    - Leopold Ernest Augustus Guelph Windsor
    - Louis Arthur Nicholas Felix Windsor
- SS. AA. RR. el príncep Miquel de Kent i la Maria Cristina von Reibnitz (cosí de la reina Elisabet II i la seva esposa).
- S. A. R. la princesa Alexandra, l'Honorable lady Ogilvy (cosina de la reina Elisabet II).